# Campeonato Curdistanês de Futebol de 2021-22
A Kurdistan Premier League 2021-22 ou Excellence Division foi a 16ª edição oficial da principal divisão do Campeonato Curdistanês de Futebol. Foi organizada pela Associação de Futebol do Curdistão Iraquiano.
O campeonato iniciou-se em outubro de 2021, com a participação de 16 times curdos, sendo concluído em julho de 2022. O campeão foi o Sirwani Nwe Sports Club, que conquistou seu primeiro título na liga.

## Sistema de Disputa
Este ano, todos os times jogam entre si, em turno e returno, pelo sistema de pontos corridos. Ao final das 30 rodadas, a equipe que somar mais pontos terá sido a campeã. 
As duas piores equipes em pontos serão rebaixadas para a Divisão 1, que é o segundo nível do campeonato curdistanês. A equipe do Halo SC desistiu do torneio antes do seu início, sendo automaticamente rebaixada.

### Clubes participantes
| Clube                        | Cidade       | Província  | Melhor resultado                              |
| ---------------------------- | ------------ | ---------- | --------------------------------------------- |
| Ararat Sport Club            | Erbil        | Erbil      | 3º colocado (2012-13)                         |
| Brayati Sport Club (C)       | Erbil        | Erbil      | Campeão (2020-21)                             |
| Chamchamal Sports Club       | Chamchamal   | Suleimânia | sem informação                                |
| Darbandikhan Sports Club     | Darbandikhan | Suleimânia | sem informação                                |
| Dohuk Sports Club            | Dohuk        | Dohuk      | Campeão (2006-07, 2007-08 e 2008-09)          |
| Erbil SC                     | Erbil        | Erbil      | Campeão (2009-10, 2011-12, 2015-16 e 2018-19) |
| Handren Sport Club           | Erbil        | Erbil      | Campeão (2010-11)                             |
| Halo Football Club (X)       | Erbil        | Erbil      | sem informação                                |
| Hawler Peshmarga Club        | Erbil        | Erbil      | Campeão (2016-17)                             |
| Newroz Sports Club           | Suleimânia   | Suleimânia | 1º colocado (2019-20)                         |
| Said Sadiq Football Club (P) | Said Sadiq   | Suleimânia | sem informação                                |
| Shaqlawa Sports Club (P)     | Shaqlawa     | Erbil      | sem informação                                |
| Sherwana Football Club       | Suleimânia   | Suleimânia | Vice-campeão (2020-21)                        |
| Sirwani Nwe Sports Club      | Suleimânia   | Suleimânia | 3º colocado (2020-21)                         |
| Soran Sport Club             | Soran        | Erbil      | sem informação                                |
| Zakho Sport Club             | Zakho        | Dohuk      | 6º colocado (2020-21)                         |

## Classificação final
| #  | Equipa                 | J  | V  | E  | D  | GP | GC | SG  | Pts | Classificação                        |
| -- | ---------------------- | -- | -- | -- | -- | -- | -- | --- | --- | ------------------------------------ |
| 1  | Sirwani Nwe (C)        | 28 | 16 | 7  | 5  | 23 | 12 | +11 | 55  | Campeão                              |
| 2  | Handren SC             | 28 | 14 | 6  | 8  | 15 | 10 | +5  | 48  | Salvos                               |
| 3  | Saidsadiq FC           | 28 | 13 | 7  | 8  | 16 | 13 | +3  | 46  | Salvos                               |
| 4  | Chamchamal SC          | 28 | 11 | 9  | 8  | 17 | 13 | +4  | 42  | Salvos                               |
| 5  | Newroz SC              | 28 | 10 | 8  | 10 | 20 | 21 | −1  | 38  | Salvos                               |
| 6  | Hawler Peshmarga       | 28 | 9  | 10 | 9  | 15 | 12 | +3  | 37  | Salvos                               |
| 7  | Darbandikhan SC        | 28 | 9  | 10 | 9  | 18 | 17 | +1  | 37  | Salvos                               |
| 8  | Ararat SC              | 28 | 10 | 7  | 11 | 10 | 11 | −1  | 37  | Salvos                               |
| 9  | Dohuk SC               | 28 | 10 | 7  | 11 | 13 | 17 | −4  | 37  | Salvos                               |
| 10 | Sherwana FC            | 28 | 9  | 10 | 9  | 13 | 15 | −2  | 37  | Salvos                               |
| 11 | Brayati SC             | 28 | 6  | 15 | 7  | 13 | 16 | −3  | 33  | Salvos                               |
| 12 | Soran SC               | 28 | 6  | 12 | 10 | 10 | 21 | −11 | 30  | Salvos                               |
| 13 | Shaqlawa SC            | 28 | 6  | 12 | 10 | 13 | 17 | −4  | 30  | Salvos                               |
| 14 | Zakho SC               | 28 | 7  | 8  | 13 | 13 | 15 | −2  | 29  | Salvos                               |
| 15 | Erbil SC (R)           | 28 | 6  | 8  | 14 | 13 | 16 | −3  | 26  | Rebaixados para Divisão 1 de 2022-23 |
| 16 | Halo Football Club (R) | 0  | 0  | 0  | 0  | 10 | 21 | −11 | 0   | Rebaixados para Divisão 1 de 2022-23 |

Última atualização em 22 de março de 2023
Fonte: [carece de fontes?]
Regras para classificação: 1º pontos; 2º saldo de gols; 3º gols pró.
(C) = Campeão; (R) = Rebaixado; (P) = Promovido; (O) = Vencedor do play-off; (A) = Classificado para a próxima fase. 
Somente aplicável se a temporada não tiver terminado: 
(Q) = Classificado para a fase do torneio indicada; (TQ) = Classificado para o torneio, mas não para a fase indicada; (DQ) = Desclassificado do torneio.

## Premiações
| Campeonato Curdistanês de Futebol de 2021-22 |
| -------------------------------------------- |
| Sirwani Nwe SC Campeão (1º título)           |

### Segunda Divisão
Chwarqurna SC (campeão) e Akre SC (vice) classificaram-se para a Premier League de 2022-23.

## Ligações Externas
- Kurdistan FA - Página oficial no Facebook (em curdo)